# Trematosaurus
Trematosaurus is een geslacht van uitgestorven trematosauride temnospondyle Batrachomorpha (basale 'amfibieën'), gevonden in Duitsland en Rusland. Het werd voor het eerst benoemd door Hermann Burmeister in 1849 en de typesoort is Trematosaurus brauni.

## Beschrijving
De overgrote meerderheid van de exemplaren van Trematosaurus brauni zijn gedeeltelijke tot volledige schedels, waarvan er vijfenzeventig  bekend zijn met een bereik van 10,9 tot 41 centimeter lengte. Postcrania zijn beperkt tot het sleutelbeen en de interclavicula, twee grote plaatachtige elementen van de schoudergordel. Voor een deel heeft dit te maken met het voorkomen van andere grote stereospondylen op de typelocatie, zoals de capitosauriër Parotosuchus nasutus, maar postcrania zijn over het algemeen schaars, wat te wijten kan zijn aan verzamelingsvooroordelen of tafonomische vooringenomenheid. Daarom zijn alle diagnostische kenmerken van Trematosaurus brauni gebaseerd op de schedel. Autapomorfieën omvatten:
- Een temporale sulcus van de zijlijn met twee delen
- De occipitale sulcus is continu
- De pre-orbitale regio is iets korter dan de halve schedellengte (0,43-0,49)
- De interorbitale afstand tussen de oogkassen is breed (interorbitale afstand / schedellengte: 0,15-0,2)

De beschrijving is alleen gebaseerd op toegewezen exemplaren, aangezien er nooit een holotype is aangewezen en de door Burmeister beschreven syntypen niet kunnen worden geïdentificeerd op basis van de schaarse details van zijn beschrijving; omdat ze echter toch zouden kunnen bestaan, zij het in openbare of in privécollecties, is momenteel geen neotype-aanduiding gerechtvaardigd. Trematosaurus galae verschilt van Trematosaurus brauni in:

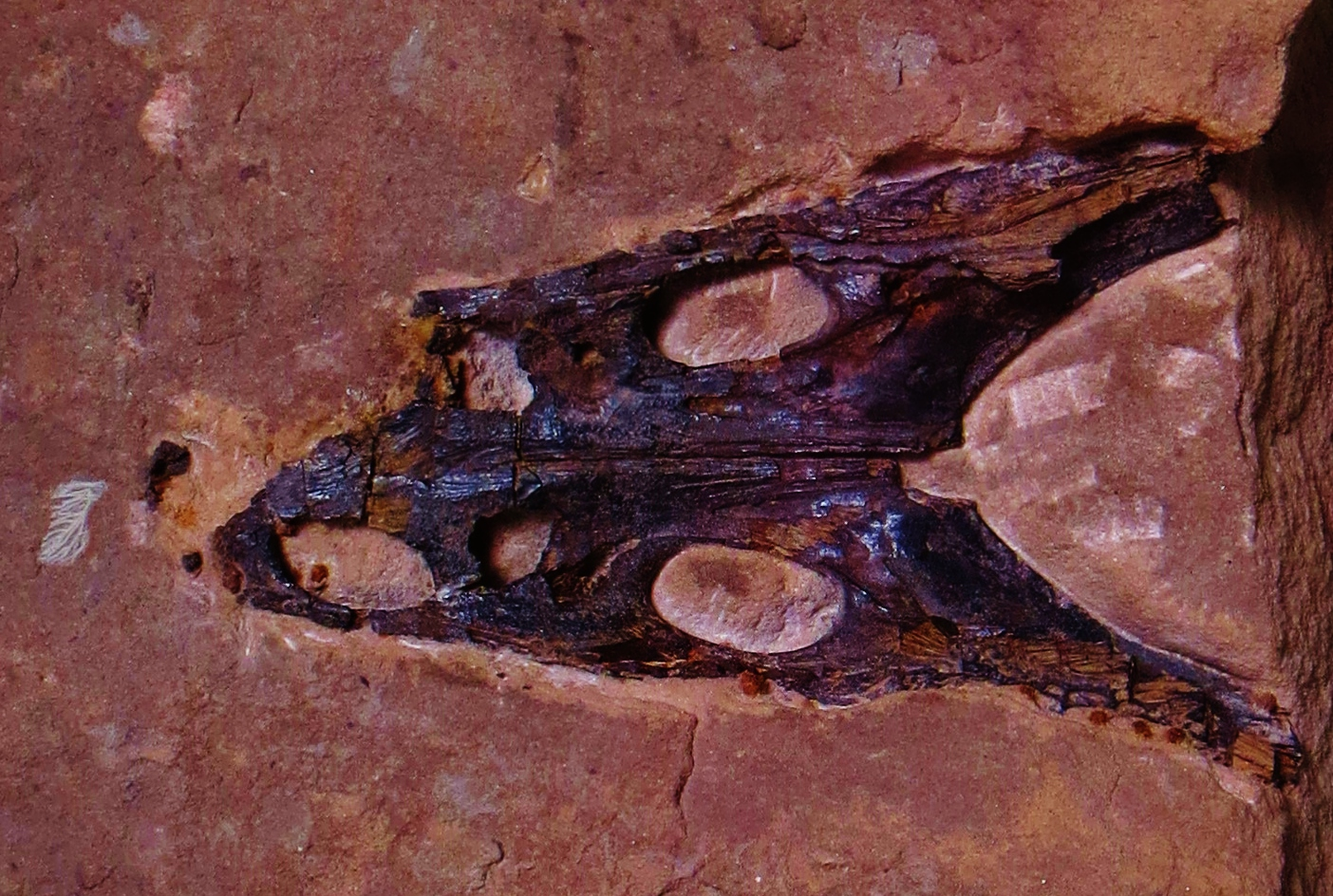
Schedel van T. brauni

- De aanwezigheid van duidelijke traan- en jukbeenbuigingen van kanalen van de laterale lijn
- Een verbinding van beide takken van de temporale groef op het ossificatiecentrum van het supratemporale
- De aanwezigheid van een aanvullende groef (sulcus buccalis transversus) op het squamosum. De meer twijfelachtig geldige Trematosaurus thuringiensis verschilt alleen in het hebben van grotere oogkassen en een smaller schedeldak dan de typesoort.

Gezien de grote specimenomvang van Trematosaurus brauni, kan de ontogenie ervan worden bepaald, met kenmerken zoals verminderde omvang van de oogkas en schedelbreedte, maar geen andere kenmerken zoals verbreding van het interorbitale gebied of verhoogde preorbitale lengte, die voorkomen bij andere temnospondylen. Waarnemingen van meer fragmentarisch materiaal van Trematosaurus galae geven aan dat met name de prenariale regio en de postorbitale regio's langer worden, samen met een verhoogde ontwikkeling van andere kenmerken zoals het basioccipitale en versiering op de parasphenoïde die een verruwd oppervlak van tandjes vervangt.

## Geschiedenis van de studie
Trematosaurus was een van de eerste temnospondylen die werd beschreven. De typeplaats Merkels groeve, bevindt zich in het oosten van Duitsland in Bernburg an der Saale in het Bausandstein (Olenekien) en werd gedurende tientallen jaren uitgegraven vanaf de jaren 1840 tot het begin van de 20e eeuw, waarbij uitgebreide schedelresten werden opgegraven, hoewel de meeste van deze worden bewaard als interne afgietsels (Steinkerne) of natuurlijke afgietsels. De naam Trematosaurus werd in 1842 bedacht door Carl von Braun, een frequente verzamelaar die het Griekse trèma ('gat') gebruikte in verwijzing naar het foramen pineale om de geslachtsnaam te vormen, maar omdat hij geen formele beschrijving gaf, werd de naam, dus een nomen nudum, niet als geldig beschouwd tot het werk van Burmeister, die de typesoort naar Braun vernoemde. Burmeisters werk was grotendeels reconstructief en liet vaak verwijzingen naar welke exemplaren werden beschreven weg, en als gevolg daarvan blijft het onbekend welke exemplaren precies in zijn beschrijving werden behandeld. Dit werd verholpen door latere deskundigen die voorbeeldillustraties leverden voor materiaal dat in tal van musea in heel Europa werd bewaard. De volledige osteologie en ontogenie van dit taxon bleef echter slecht gedocumenteerd tot het werk van Rainer Schoch (2019).

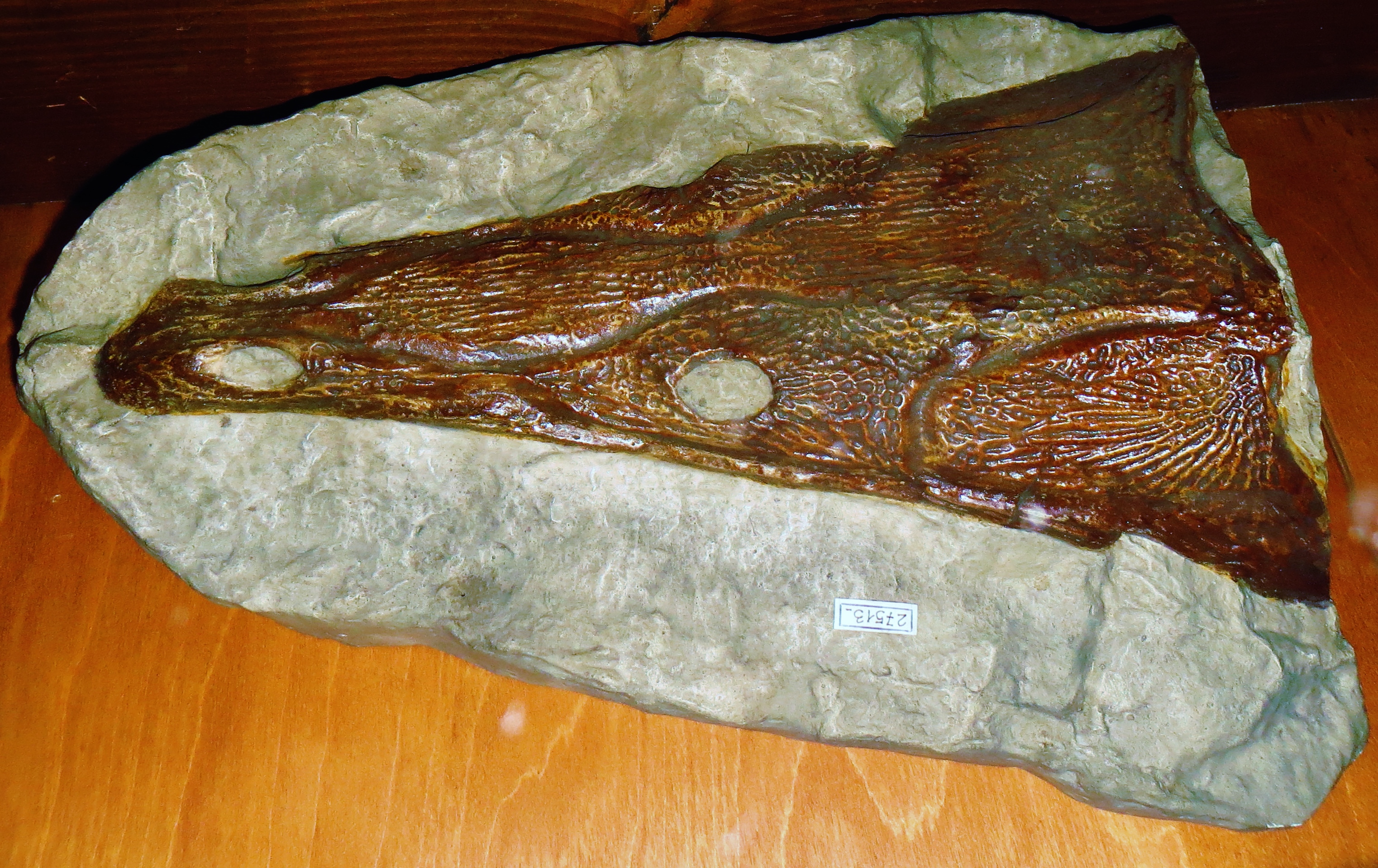
Vele schedels zijn bekend

De twee andere soorten, Trematosaurus fuchsi en Trematosaurus thuringiensis, werden beschreven vanuit gelijkwaardige horizonten in Thüringen. Trematosaurus fuchsi wordt algemeen beschouwd als een jonger synoniem van Trematosaurus brauni, terwijl Trematosaurus thuringiensis voorlopig als geldig wordt beschouwd met het voorbehoud dat een slechte conservering van het enkele exemplaar enkele van de vermeende verschillen kan verklaren. Trematosaurus madagascariensis werd door Schoch & Milner (2000) in Madagaskar aan Tertremoides ambilobensis synoniem gemaakt wat een Tertremoides madagascariensis opleverde doordat de soortaanduiding van de eerste als zijnde eerder benoemd voorrang kreeg en de geslachtsnaam van de laatste Trematosaurus verving. Trematosaurus sobeyi van de Cynognathus Assemblage Zone van Zuid-Afrika werd door Watson (1919) in het nieuwe geslacht Trematosuchus geplaatst. Trematosaurus kannemeyeri uit dezelfde zone wordt verondersteld te behoren tot Aphaneramma, maar andere deskundigen beschouwen het niet als diagnostisch en dus ongeldig. Trematosaurus yakovlevi uit Rusland werd door Efremov (1940) in het nieuwe geslacht Thoosuchus geplaatst. Trematosaurus weidenbaumi werd eerst naar Thoosuchus gebracht en vervolgens door Getmanov (1989) in het nieuwe geslacht Angusaurus geplaatst. Verschillende meldingen van Trematosaurus sp. uit Rusland behoren tot Inflectosaurus, maar Trematosaurus galae is een recent beschreven Russische soort die tot op heden geldig is gebleven.

## Fylogenie
Hieronder is een cladogram van Steyer (2002) dat de fylogenetische relaties van trematosauriden toont:
|  | Tertrema                                                       |
|  |                                                                |
|  | \| \| Lyrocephaliscus \| \| \| \| \| \| Platystega \| \| \| \| |
|  |                                                                |
|  | Lyrocephaliscus                                                |
|  |                                                                |
|  | Platystega                                                     |
|  |                                                                |

|  | Lyrocephaliscus |
|  |                 |
|  | Platystega      |
|  |                 |

|  | Luzocephalus                                                    |
|  |                                                                 |
|  | \| \| Trematosaurus \| \| \| \| \| \| Trematosuchus \| \| \| \| |
|  |                                                                 |
|  | Trematosaurus                                                   |
|  |                                                                 |
|  | Trematosuchus                                                   |
|  |                                                                 |

|  | Trematosaurus |
|  |               |
|  | Trematosuchus |
|  |               |

|  | Tertrema                                                       |
|  |                                                                |
|  | \| \| Lyrocephaliscus \| \| \| \| \| \| Platystega \| \| \| \| |
|  |                                                                |
|  | Lyrocephaliscus                                                |
|  |                                                                |
|  | Platystega                                                     |
|  |                                                                |

|  | Lyrocephaliscus |
|  |                 |
|  | Platystega      |
|  |                 |

|  | Luzocephalus                                                    |
|  |                                                                 |
|  | \| \| Trematosaurus \| \| \| \| \| \| Trematosuchus \| \| \| \| |
|  |                                                                 |
|  | Trematosaurus                                                   |
|  |                                                                 |
|  | Trematosuchus                                                   |
|  |                                                                 |

|  | Trematosaurus |
|  |               |
|  | Trematosuchus |
|  |               |

|  | Erythrobatrachus                                                |
|  |                                                                 |
|  | Cosgriffius                                                     |
|  |                                                                 |
|  | \| \| Stoschiosaurus \| \| \| \| \| \| Wantzosaurus \| \| \| \| |
|  |                                                                 |
|  | Stoschiosaurus                                                  |
|  |                                                                 |
|  | Wantzosaurus                                                    |
|  |                                                                 |

|  | Stoschiosaurus |
|  |                |
|  | Wantzosaurus   |
|  |                |

|  | Erythrobatrachus                                                |
|  |                                                                 |
|  | Cosgriffius                                                     |
|  |                                                                 |
|  | \| \| Stoschiosaurus \| \| \| \| \| \| Wantzosaurus \| \| \| \| |
|  |                                                                 |
|  | Stoschiosaurus                                                  |
|  |                                                                 |
|  | Wantzosaurus                                                    |
|  |                                                                 |

|  | Stoschiosaurus |
|  |                |
|  | Wantzosaurus   |
|  |                |

|  | Tertrema                                                       |
|  |                                                                |
|  | \| \| Lyrocephaliscus \| \| \| \| \| \| Platystega \| \| \| \| |
|  |                                                                |
|  | Lyrocephaliscus                                                |
|  |                                                                |
|  | Platystega                                                     |
|  |                                                                |

|  | Lyrocephaliscus |
|  |                 |
|  | Platystega      |
|  |                 |

|  | Luzocephalus                                                    |
|  |                                                                 |
|  | \| \| Trematosaurus \| \| \| \| \| \| Trematosuchus \| \| \| \| |
|  |                                                                 |
|  | Trematosaurus                                                   |
|  |                                                                 |
|  | Trematosuchus                                                   |
|  |                                                                 |

|  | Trematosaurus |
|  |               |
|  | Trematosuchus |
|  |               |

|  | Tertrema                                                       |
|  |                                                                |
|  | \| \| Lyrocephaliscus \| \| \| \| \| \| Platystega \| \| \| \| |
|  |                                                                |
|  | Lyrocephaliscus                                                |
|  |                                                                |
|  | Platystega                                                     |
|  |                                                                |

|  | Lyrocephaliscus |
|  |                 |
|  | Platystega      |
|  |                 |

|  | Luzocephalus                                                    |
|  |                                                                 |
|  | \| \| Trematosaurus \| \| \| \| \| \| Trematosuchus \| \| \| \| |
|  |                                                                 |
|  | Trematosaurus                                                   |
|  |                                                                 |
|  | Trematosuchus                                                   |
|  |                                                                 |

|  | Trematosaurus |
|  |               |
|  | Trematosuchus |
|  |               |

|  | Erythrobatrachus                                                |
|  |                                                                 |
|  | Cosgriffius                                                     |
|  |                                                                 |
|  | \| \| Stoschiosaurus \| \| \| \| \| \| Wantzosaurus \| \| \| \| |
|  |                                                                 |
|  | Stoschiosaurus                                                  |
|  |                                                                 |
|  | Wantzosaurus                                                    |
|  |                                                                 |

|  | Stoschiosaurus |
|  |                |
|  | Wantzosaurus   |
|  |                |

|  | Erythrobatrachus                                                |
|  |                                                                 |
|  | Cosgriffius                                                     |
|  |                                                                 |
|  | \| \| Stoschiosaurus \| \| \| \| \| \| Wantzosaurus \| \| \| \| |
|  |                                                                 |
|  | Stoschiosaurus                                                  |
|  |                                                                 |
|  | Wantzosaurus                                                    |
|  |                                                                 |

|  | Stoschiosaurus |
|  |                |
|  | Wantzosaurus   |
|  |                |